# Этреам
Этреа́м (фр. Étréham) — коммуна во Франции, находится в регионе Нижняя Нормандия. Департамент коммуны — Кальвадос. Входит в состав кантона Тревьер. Округ коммуны — Байё.
Код INSEE коммуны — 14256.

## Население
Население коммуны на 2010 год составляло 278 человек.
| 1962 | 1968 | 1975 | 1982 | 1990 | 1999 | 2010 |
| ---- | ---- | ---- | ---- | ---- | ---- | ---- |
| 197  | 202  | 187  | 225  | 236  | 233  | 278  |

## Экономика
В 2010 году среди 189 человек трудоспособного возраста (15—64 лет) 141 были экономически активными, 48 — неактивными (показатель активности — 74,6 %, в 1999 году было 77,1 %). Из 141 активных жителей работали 129 человек (64 мужчины и 65 женщин), безработных было 12 (4 мужчины и 8 женщин). Среди 48 неактивных 18 человек были учениками или студентами, 24 — пенсионерами, 6 были неактивными по другим причинам.